# Vansta backar
Vansta backar är en bebyggelse strax väster om tätorten Ösmo i Ösmo socken i Nynäshamns kommun i Stockholms län.  Vid SCBs ortsavgränsning 2020 avgränsades här en småort.